# Rutes E7x
Xarxa de carreteres europees de tipus 7x

## Rutes de classe A

### Rutes nord-sud
| Rutes E | Es. (*) | Trajecte                                | Itinerari elbruz.org |
| ------- | ------- | --------------------------------------- | -------------------- |
| E71     | -       | Košice (Eslovàquia) - Split (Croàcia)   | E71                  |
| E73     | -       | Budapest (Hongria) – Metković (Croàcia) | E73                  |
| E75     | -       | Vardø (Noruega) - Sitia (Grècia)        | E75                  |
| E77     | -       | Gdańsk (Polònia) - Budapest (Hongria)   | E77                  |
| E79     | -       | Oradea - Romania - Tessalònica (Grècia) | E79                  |

### Rutes oest-est
| Rutes E | Es. (*) | Trajecte                                | Itinerari elbruz.org |
| ------- | ------- | --------------------------------------- | -------------------- |
| E70     | (*)     | La Corunya (Espanya) - Varna (Bulgària) | E70                  |
| E72     | -       | Bordeus - Tolosa de Llenguadoc (França) | E72                  |
| E74     | -       | Niça (França) – Florència (Itàlia)      | E74                  |
| E76     | -       | Migliarino - Florència (Itàlia)         | E76                  |
| E78     | -       | Grosseto - Fano (Itàlia)                | E78                  |

## Rutes de classe B
| Rutes E | Es.(*) | Trajecte                                             | Itinerari elbruz.org |
| ------- | ------ | ---------------------------------------------------- | -------------------- |
| E711    | -      | Lió - Grenoble (França)                              | E711                 |
| E712    | -      | Ginebra (Suïssa) - Marsella (França)                 | E712                 |
| E713    | -      | Valence – Grenoble (França)                          | E713                 |
| E714    | -      | Aurenja - Marsella (França)                          | E714                 |
| E717    | -      | Torí - Savone (Itàlia)                               | E717                 |
| E751    | -      | Rijeka (Croàcia)- Koper (Eslovàquia)                 | E751                 |
| E761    | -      | Bihać (Bòsnia i Hercegovina) - Zaječar (Sèrbia)      | E761                 |
| E762    | -      | Sarajevo (Bòsnia i Hercegovina) - Podgorica (Sèrbia) | E762                 |
| E763    | -      | Belgrad (Sèrbia) - Bijelo Polje (Montenegro)         | E763                 |
| E771    | -      | Drobeta-Turnu Severin (Romania) - Niš (Sèrbia)       | E771                 |
| E772    | -      | Jablanica - Xumen (Bulgària)                         | E772                 |
| E773    | -      | Popovica - Burgàs (Bulgària)                         | E773                 |

## Esmenes: ampliació o modificació de la xarxa
Esmenes a l'acord europeu sobre les grands rutes de tràfic internacional (doc. TRANS/SC.1/2001/3 du 20/07/2001 et TRANS/SC.1/2002/3 du 09/04/2002) 
- E70: modificació de trajecte: pas per Alexandria i no per Piteşti entre Craiova

i Bucarest